# ILSA
ILSA (Industria Lânii SA) a fost o fabrică de prelucrare a lânii din Timișoara, România.
A fost înființată în 1905 de o familie de evrei.
În perioada interbelică, numărul de muncitori ai fabricii ajunsese la 1.800,
iar compania a deținut și o echipă de fotbal - vezi Cupa României 1934-1935.
A fost naționalizată în 1948 
și trecut printr-un proces de modernizare în perioada 1970 - 1975,
fabrica furnizând țesături și tapiserie de mobilier către alte întreprinderi din țară.
A fost una dintre cele mai mari fabrici din Timișoara și întreprindere-fanion a comunismului,
aici lucrând peste 1.000 de femei,
și se întindea pe o suprafață de 170.000 de metri pătrați.

## Desființarea ILSA
Fabrica a fost devalizată și a intrat în faliment.
În septembrie 2010 a fost demolată ultima construcție de pe platforma ILSA.
Compania a intrat în posesia omului de afaceri Ovidiu Tender, în anul 2001 în urma unei acțiuni controversate.
Tender a dorit construirea unui cartier numit „Noua Timișoara” pe fostul teren al fabricii.
În iunie 2016, antreprenorul Ovidiu Șandor a cumpărat terenul fabricii de la Ovidiu Tender.
La 15 februarie 2006, Viorica Dumitraș, fost administrator unic și director general la ILSA, a primit o condamnare de un an de închisoare pentru abuz în serviciu, un an și jumătate detenție pentru delapidare, șase luni pentru infracțiuni la legea privind prevenirea și combaterea evaziunii fiscale, pedepsele fiind grațiate, precum și șase luni închisoare, cu suspendare, pentru fals în înscrisuri sub semnătură privată.
În același dosar a mai fost cercetată penal și Niculina Caraseg, cea care urma să cumpere pachetul majoritar de acțiuni al ILSA.
Aceasta a fost declarată vinovată pentru infracțiunea de fals, pentru care a încasat șase luni de detenție, tot cu suspendare.

## ILSA în media
„Industria lânii - Timișoara” (1921) a fost un film industrial cu caracter publicitar despre industria lânii în Banat, comandat de Ministerul Industriei și Comerțului pentru Expoziția Industrială și Târgul de Mostre 1921 de la Muzeul Tehnic din Parcul Carol din București.